# Гунько Євген Іванович
Гунько Євген Іванович (6 лютого 1940, с. Завалля Снятинського району Івано-Франківської області — 5 липня 2019, м. Тернопіль) — український диригент, хормейстер. Заслужений артист України (1981). Доцент (1991). Засновник і художній керівник чоловічого вокального квартету «Акорд» (1998—2019).

## Життєпис
Закінчив Тернопільське музичне училище (1962), диригентно-хоровий факультет Львівської консерваторії (1968, нині музична академія).
Викладав у Теребовлянському і Чернівецькому культурно-освітніх училищах (1962—1968).
Диригент і хормейстер Чернівецького музично-драматичного театру (1968—1971), завідувач музичної частини, головний диригент і хормейстер Хмельницького музично-драматичного театру (1971—1983).
Від 1983 — старший викладач, завідувач кафедри вокально-хорових дисциплін Тернопільського педагогічного інституту (нині ТНПУ).